# Александар Лазевський
Александар Лазевскі (мак. Александар Лазевски, нар. 21 січня 1988, Вршац) — македонський футболіст, захисник сербського клубу «Младост» (Лучані).
Виступав, зокрема, за белградський «Партизан», з яким виграв чотири національних чемпіонства та два кубка, а також національну збірну Македонії.

## Клубна кар'єра
Народився 21 січня 1988 року в місті Врак, СФРЮ (нині — Сербія). Вихованець юнацьких команд футбольних клубів «Банат» (Вршац) та «Партизан».
2005 року потрапив в структуру «Партизана» і відразу був відданий в оренду в «Телеоптик», що виступав в третьому за рівнем дивізіоні Сербії і Чорногорії, в якому провів три сезони, взявши участь у 39 матчах чемпіонату.
Перед початком сезону 2007/08 повернувся в «Партизан», за який в наступному сезоні провів 16 матчів в чемпіонаті і забив два голи, допомігши клубу виграти чемпіонат і кубок Сербії. Проте закріпитися в складі столичного клубу не зміг і 2008 року знову був відданий в оренду в «Телеоптик», якому 2009 року допоміг вийти до другого за рівнем дивізіону.
Влітку 2010 року Александар знову повернувся в «Партизан», в першому ж сезоні вигравши з клубом чемпіонат і кубок Сербії, а у наступних двох лише чемпіонат.
24 червня 2013 року на правах вільного агента перейшов в ужгородську «Говерлу». Проте закріпитись в новому клубі не зумів, відігравши за ужгородську команду до кінця року лише 4 матчі в національному чемпіонаті. Через це на початку 2014 року він був відданий в оренду в сербський клуб «Рад», де провів 15 матчів до кінця сезону.
На початку 2015 року став гравцем словенської «Олімпії» (Любляна), але вже влатку повернувся до Сербії, де став виступати за «Младост» (Лучані).

## Виступи за збірну
2010 року дебютував в офіційних матчах у складі національної збірної Македонії. Всього провів у формі головної команди країни 14 матчів.

## Титули та досягнення
- Чемпіон Сербії: 2008, 2011, 2012, 2013
- Володар Кубка Сербії: 2008, 2011